# You de Zhou
Le roi You de Zhou ou Zhou You wang (chinois : 周幽王 ; pinyin : zhōu yōu wáng de son nom personnel Ji Gongsheng (姬宮湦) ou Gongnie (宮涅). Il fut le douzième souverain de la dynastie Zhou et le dernier des Zhou de l'Ouest. Il fut intronisé à Hao (鎬) en l'an -781. 
Son amour pour la belle Bao Si (en) est demeuré célèbre comme exemple d'une grande passion au potentiel destructeur.

## Règne
You de Zhou fut un roi maladroit dans la politique intérieure du pays, ainsi qu'en diplomatie. Il découvrit une belle femme, qui se nommait Bao Si (en) et qu'il voulut, ce qui lui fit répudier sa femme précédente et déshériter le fils qu'il avait eu avec elle, Yijiu, le futur roi Ping. Il chercha à faire rire Baosi, réputée n'avoir jamais ri de sa vie. Toutes ses tentatives loufoques échouèrent lamentablement.

### L'homme qui criait au loup
Un jour, You de Zhou eut l'idée de feindre une invasion ennemie et sonna l'alarme. Tous les nobles et seigneurs accoururent en armes et armures. Mais ils découvrirent qu'il n'y avait rien, ce qui fit rire Baosi. Zhou Youwang renouvela ses frasques et, au moment où il eut besoin de leur aide, personne ne se déplaça.

### Fin de règne et mort
Le père de son épouse répudiée, le marquis de Shen, saisit l'occasion de venger l'affront. Avec l'aide des Barbares Rong, il s'introduisit dans Hao, qu'il incendia et pilla. Le roi You fut tué par les Rong à la bataille du mont Li. Sa mort en -771, marque le début de la période des Printemps et des Automnes.